# جوی گراهام
جوی گراهام (انگلیسی: Joey Graham؛ زادهٔ ۱۱ ژوئن ۱۹۸۲) بازیکن بسکتبال اهل ایالات متحده آمریکا است.
از باشگاه‌هایی که در آن بازی کرده‌است می‌توان به کلیولند کاوالیرز و دنور ناگتس اشاره کرد.